# Ивел Книвел
Роберт Крејг Книевел (енгл. Robert Craig Knievel; 17. октобар, 1938 − 30. новембар 2007), професионално познат као Евел Книевел, био је амерички каскадер и забављач.